# سيف خلفان
سيف خلفان (مواليد 31 يناير 1993، لاعب كرة قدم إماراتي يجيد اللعب في الدفاع.

## مسيرة اللاعب
لعب في نادي الجزيرة ونادي الإمارات.

## روابط خارجية
- سيف خلفان على موقع الاتحاد الدولي (مؤرشف)  (الإنجليزية)
- سيف خلفان على موقع قاعدة بيانات كرة القدم.إي يو (الإنجليزية)
- سيف خلفان على موقع Soccerway.com (الإنجليزية)